# Francis Pierre
Pour les articles homonymes, voir Pierre.
Cet article concerne un harpiste. Pour le joueur de rugby à XIII, voir Francis Pierre (rugby à XIII).
Francis Pierre (Amiens, 9 mars 1931 – Villeneuve-Saint-Georges, 12 février 2013), est un harpiste français. Il est le père de Fabrice Pierre, également harpiste.

## Biographie
Francis Pierre est d'abord l'élève de Lily Laskine au Conservatoire de Paris, d'où il ressort en 1950 avec un premier prix d'honneur. Il poursuit ses études avec Pierre Jamet,.
Passionné par la musique de son temps, il travaille avec Bruno Maderna et Pierre Boulez, entre 1960 et 1970. Il a joué avec Le Domaine musical, l'ensemble Ars Nova, l’Ensemble intercontemporain et le Kranichstein Chamber Ensemble.
Il joue également à l'Orchestre de la Société des concerts du Conservatoire jusqu'en 1967, date à laquelle il est nommé harpiste solo de l'Orchestre de Paris jusqu'en 1996. En 1972, il fonde le Trio Debussy avec Jacques Royer à la flûte et Davia Binder à l'alto.
Francis Pierre a enseigné au Conservatoire de Créteil, à l'École normale de musique de Paris et au Conservatoire de Paris entre 1985 et 1995. Il a été membre du jury de concours internationaux comme Gargilesse, l'île de Man, le concours d'Israël et Soka. 
Figure majeure de la harpe du XXe siècle, Francis Pierre a créé nombre d’œuvres du répertoire comme la Sonate de Darius Milhaud, Circles, Sequenza II et Chemins I de Luciano Berio, Tranche de Betsy Jolas,, des pièces de Miroglio (Réseaux), Sylvano Bussotti, Tôn-Thât Tiêt, Heinz Holliger, Gilbert Amy, Marius Constant.

## Discographie
- Holliger, Mobile ; Jolivet, Controversia, pour hautbois et harpe – avec Jean-Claude Malgoire, hautbois (197x ?, LP CBS S3461142) (OCLC 26051261)
- Britten, A Ceremony of Carols (décembre 1982, M&C Records)
- Malec, Cantate pour elle, pour soprano, harpe et bande magnétique (1969, Philips) (OCLC 966295674)
- Berio, Circles (Wergo)
- Caplet, Panis Angelicus (Accord)
- Boulez, Domaines Musique Vivante (Harmonia Mundi)
- Debussy, Six Épigraphes antiques (Saphir Productions)

## Biographie
- Marc Vignal (dir.), Dictionnaire de la musique, Paris, Larousse, 2005 (1re éd. 1982), 1516 p. (ISBN 2-03-505545-8, OCLC 896013420, lire en ligne), « Pierre, Francis », p. 781.
- (en) Ann Griffiths, « Pierre, Francis », dans Stanley Sadie (éd.), The New Grove Dictionary of Music and Musicians, Londres, Macmillan, 2001, 2e éd., 25 000 p., 29 volumes (ISBN 9780195170672, lire en ligne)
- Alain Pâris (dir.), Dictionnaire des interprètes et de l'interprétation musicale au XXe siècle, Paris, Laffont, coll. « Bouquins », 2015 (réimpr. 1985, 1989, 1995, 2004), 5e éd. (1re éd. 1982), 1278 p. (ISBN 978-2-221-08064-1 et 2-221-08064-5, OCLC 901287624, lire en ligne), « Pierre, Francis », p. 690.